# Mario Masini
Mario Masini (Savona, 28 gennaio 1939 – Stoccarda, 13 marzo 2023) è stato un direttore della fotografia italiano.

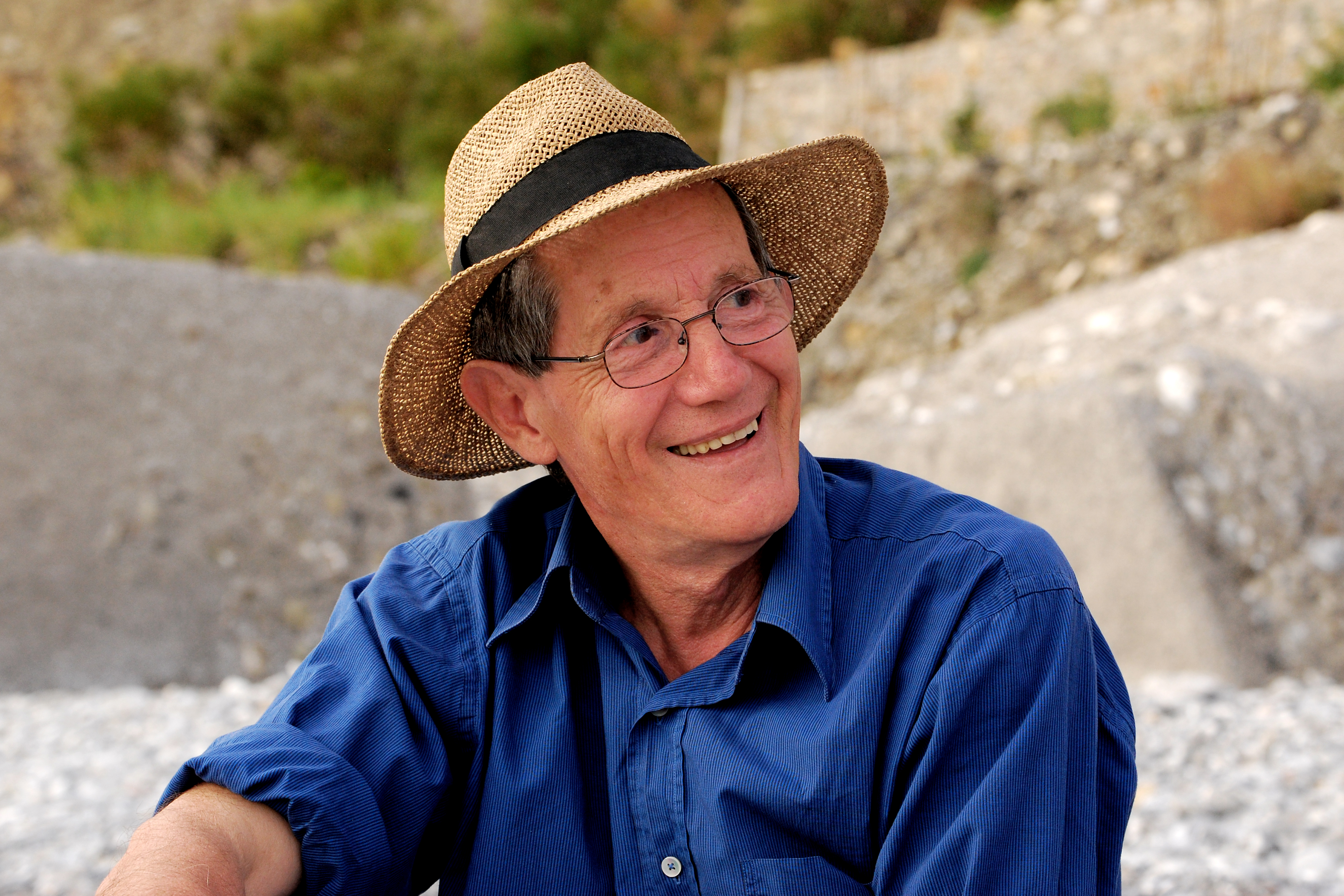
Mario Masini in una foto del 2009 sul set di un cortometraggio in Campania.

Noto alla critica soprattutto per la sua collaborazione con Carmelo Bene e i fratelli Taviani, Mario Masini è stato un esponente di rilievo del cinema sperimentale italiano degli anni '60-'70. All'apice della sua carriera, dopo aver vinto a Cannes la Palma d'oro con il film Padre Padrone nel 1976, abbandona il cinema per diventare insegnante alla scuola steineriana di Roma, e riprende la sua attività di direttore della fotografia solo a partire dalla fine degli anni novanta.

## Biografia

### Le origini
Si diploma al Liceo Artistico di Firenze nel 1959 e sviluppa il suo interesse per il cinema grazie al cineforum organizzato in quegli anni da David Maria Turoldo alla S.S. Annunziata di Firenze. La luce gli sembra l'elemento fondamentale di un film e, seguendo questa idea, nello stesso anno inizia a frequentare il Centro sperimentale di cinematografia a Roma. Diplomato, inizia a lavorare come aiuto operatore nel film Pugni pupe e marinai (1962) di Daniele D'Anza a fianco dell'assistente operatore Vittorio Storaro. A partire dal 1963 inizia a lavorare come direttore della fotografia per la televisione e per case di produzione come la Nexus Film di Giorgio Patara, la quale sosterrà finanziariamente il film che segnerà la svolta nella sua carriera: Nostra Signora dei Turchi di Carmelo Bene, premio speciale della giuria alla XXIX Mostra internazionale d'arte cinematografica di Venezia nel 1968.

### Il sodalizio con Carmelo Bene
Con Carmelo Bene lo legherà un lungo sodalizio artistico, che porterà alla realizzazione di ben quattro film: Nostra Signora dei Turchi (1968), Don Giovanni (1970), Salomè (1972), Un Amleto di meno (1973) e un documentario Il barocco leccese (1968). Carmelo Bene lo definisce "un genio alla macchina da presa"

### Il cinema sperimentale
Parallelamente si dedica al cinema sperimentale e realizza i due cortometraggi Il sogno di Anita e Immagine del tempo  e il mediometraggio  X chiama Y, considerato uno dei capolavori del cinema sperimentale italiano, di cui diversi spezzoni sono visibili nel film di montaggio Vogliamo anche le rose di Alina Marazzi. Amico di Alberto Grifi, Alfredo Leonardi, Paolo Brunatto e Romano Scavolini, contribuisce alla realizzazione di film quali Un'ora prima di Amleto + Pinocchio, A mosca cieca, Amore amore ed è co-regista assieme a Paolo Brunatto del cortometraggio Insomma.

### L'inizio del percorso steineriano
Nel 1979 decide di dedicarsi allo studio dell'antroposofia e della pedagogia steineriana, arrivando a fondare nel 1980 insieme a Tonino Trevese, Leila Trevese, Carla Spadini e Anita Recchia Masini la prima scuola steineriana a Roma (all'epoca la seconda in Italia, dopo quella di Milano). Nella scuola lavorerà otto anni come maestro di classe, prima di trasferirsi definitivamente nel 1988 a Stoccarda con la seconda moglie. 
“Attraverso lo studio dell'antroposofia mi era nato un rifiuto per la vita del cinema, sempre proiettata verso il successo e vissuta in tribù, tutta esteriore. A un certo punto mi sono detto che se riuscivo ad essere un buon maestro avrei potuto essere più utile alla società che facendo un buon film”.

### Il ritorno al cinema
Alla fine degli anni novanta, dopo diciassette anni di assenza dal cinema, gli viene chiesto di realizzare un documentario sulle scuole steineriane nel mondo, Augen - Blicke in die Zukunft per la regia di Malika Chalabi. Poco dopo, nel 1992, Paolo Brunatto lo chiama a realizzare Why Buddha?, un documentario sul film Piccolo Buddha di Bernardo Bertolucci. Da questo momento prende la decisione di ritornare a lavorare come direttore della fotografia. 
A dargli spazio adesso sono piuttosto registi portoghesi e soprattutto africani. Con il regista portoghese Fernando Vendrell realizza tre lungometraggi: O gotejar da luz ("Il gocciolare della luce") - film sul colonialismo portoghese in Mozambico -, Quem Tudo Quer ("Chi chiede tutto") e Pele ("Pelle"), sul tema del razzismo in Portogallo, mentre con il regista angolano Zézé Gamboa gira O Heroi, sulle conseguenze della guerra civile in Angola, e O grande Kilapy, originale storia di un donnaiolo e viveur nell’Angola della colonizzazione. 
Di lui si riparla di nuovo in Italia grazie al film Teza del regista etiope Haile Gerima, di cui cura la fotografia, che nel 2008 vince il Leone d'argento alla Mostra internazionale d'arte cinematografica di Venezia; tra il 2009 e il 2010 torna al Cinema d'avanguardia come direttore della fotografia e primo operatore con De Sancta Quiete di Nicola Vicidomini con cui realizzerà nel 2015 anche il cortometraggio Dio c'é perché non esiste; nel 2011 è direttore della fotografia del film Tutto parla di te di Alina Marazzi. Nel 2017 inizia a girare un suo lungometraggio ambientato a Stoccarda dal titolo La sciarpa rossa, mentre nel 2020 è stato realizzato  un documentario, curato da Antonio De Lucia, sulla sua figura di cineasta, scultore e antroposofo.

## Altre attività
Mario Masini si è dedicato, oltre che al cinema, anche alla pittura ad acquarello, alla scultura in legno, alla scrittura e al teatro. Alla scuola Waldorf di Esslingen sul Neckar, nei pressi di Stoccarda, realizza tra il 2004 e oggi la regia di numerosi spettacoli teatrali con i ragazzi delle scuole medie e superiori. 
Nel 2001 a Stoccarda fonda insieme a Mariangela Toso il gruppo di teatro amatoriale italiano Teatralia.
Sue mostre di pittura e scultura sono state realizzate a Stoccarda all'http://www.iicstoccarda.esteri.it/ (nel 2016) e al Forum 3 (nel 2013 e nel 2016).
Nel 2016 pubblica in proprio il romanzo "Polarità" (ISBN 978-3-7345-3240-5).

## Opere
Polarità, 2016, Tredition, ISBN 978-3734532412
Viandanti: Quartordici Racconti, 2020, KDP, ISBN 978-1651202036
I miei film con Carmelo Bene / My Films with Carmelo Bene / Mes films avec Carmelo Bene, a cura di Carlo Alberto Petruzzi, Damocle, Venezia, 2020 

## Filmografia

### Regista
- Il sogno di Anita – cortometraggio (1963)
- Immagine del tempo – cortometraggio (1964)
- X chiama Y (1967)
- La sciarpa rossa (2020)

### Direttore della fotografia
- Mar di Margarida Gil, 103 min, Portogallo/Indonesia 2017/2018 (Video Alexa Arri.)
- Vivre Berlin di Nehra Stella, 30 min, Germania 2012 (Video Alexa Arri.)
- Die feinen Unterschiede di Sylvie Michel, Germania 2011 (Video RED Mysterium X)
- Tutto parla di te di Alina Marazzi, Italia 2011 (Video Alexa Arri)
- Virgin Margarida di Licinio Azevedo, Portogallo / Mozambico 2010 (Video P + S Technik)
- O grande Kilapy di Zézé Gamboa, Portogallo / Brasile 2010 (Video RED One camera)
- O Buzio (the shell) di Sol de Carvalho, Mozambico 2009, cortometraggio (Video HD)
- Bom Dia, Africa di Zézé Gamboa, Mozambico 2009, cortometraggio (Video HD)
- A Nobel’s Life (portrait of Eric Kandel) di Petra Seeger, Germania 2006-07, documentario (Video HD)
- A Janela di Sol de Carvalho, Mozambico 2005, 20 min (super 16mm, colour)
- O jardim do outro homen di Sol de Carvalho, Mozambico 2005 (digital cam HD)
- TEZA di Haile Gerima, Etiopia / Germania / Francia 2004; Leone d'argento alla Mostra internazionale d'arte cinematografica di Venezia 2008 (super 16mm, colour, enlarge in 35mm)
- Pele di Fernando Vendrell, Portogallo 2004 (35mm. colour)
- O Heroi di Zézè Gamboa, Portogallo 2002 (super 16 mm, enlarge in 35 mm, colour)
- Quem Tudo Quer di Fernando Vendrell, Portogallo 2001 (super 16 mm, colour)
- Erros meus di Jorge Cramez, Portogallo 2000, 15 min; sulla vita di Luis de Camoes (35 mm, colour)
- O gotejar da luz di Fernando Vendrell, Portogallo 2000 (35 mm. Colour)
- Terra Longe (In rhythm of time) di Daniel Thorbecke, Germania 1999 (35mm, b/n)
- Urbanes Gewässer di Herbert Dreiseitl, Germania 1998, documentario (video, digital cam)
- L’avventura colorata di Malika Chalabi, Germania / Italia 1998, documentario (video digital cam.)
- Augen - Blicke in die Zukunft di Malika Chalabi, Germania 1997; documentario sulla Scuola steineriana in Sud Africa, Brasile, Israele e Russia (Video Betacam)
- Why Buddha? di Paolo Brunatto, Italia 1992; documentario sul film Il piccolo Buddah di Bernardo Bertolucci (35mm, colour)
- Eine Frau mit Verantwortung di Ula Stöckl, Germania 1978 (35mm, colour)
- Die Faust in der Tasche di Max Willutski, Germania 1978 (35mm, colour)
- Il giorno dell'Assunta di Nino Russo, Italia 1977 (35mm, colour)
- Gli ultimi angeli di Enzo Doria, Italia 1977 (35mm, colour)
- RARA Requiem di Sylvano Bussotti, Italia 1976, cortometraggio (16mm, colour)
- Padre padrone di Paolo e Vittorio Taviani, Italia 1976 (16mm in 35mm, colour), vincitore della Palma d´'oro al Festival di Cannes
- Lezioni private di Vittorio De Sisti, Italia 1975 (35mm, colour)
- I padri del Rinascimento di Pino Adriano, Italia 1975, documentario (35mm, colour)
- Civiltà romanica di Pino Adriano, Italia 1975, documentario  (35mm, colour)
- Allegro non troppo di Bruno Bozzetto, Italia 1975 (35mm, colour)
- Non si scrive sui muri a Milano di Raffaele Maiello, Italia 1975 (35mm, colour)
- Faccia di spia di Giuseppe Ferrara, Italia 1975 (35mm, colour)
- Il tempo dell’inizio di Luigi Di Gianni, Italia 1974; vincitore del „Nastro d’argento“ 1975 (35mm, b / w)
- Donna è bello di Sergio Bazzini, Italia 1974 (35mm, colour)
- Il profumo della signora in nero di Francesco Barilli, Italia 1974 (35mm, colour)
- Rock Festival Canadà di Marco Ferreri, Canada 1973, documentario (16mm, colour)
- Un Amleto di meno di Carmelo Bene, Italia 1972 (35mm, colour)
- Mio di Susumu Hani, Italia / Francia / Giappone 1972 (35mm, colour)
- L'ultimo uomo di Sara di Virginia Onorato, Italia 1972 (35mm, colour)
- Salomè di Carmelo Bene, Italia 1971 (35mm, colour)
- Don Giovanni di Carmelo Bene, Italia 1970 (35mm, colour)
- San Michele aveva un gallo di Paolo e Vittorio Taviani, Italia 1970 (35mm, colour)
- Dentro il carcere di Arrigo Montanari, Italia 1970, documentario televisivo (16mm, b/n)
- Nostra Signora dei Turchi di Carmelo Bene, Italia 1968; vinvitore del premio speciale della giuria al Festival Venezia (16mm enlarge 35mm, colour)
- Il barocco leccese di Carmelo Bene, Italia 1968 documentario (16mm, colour)
- Amore, amore di Alfredo Leonardi, Italia 1968 (16mm, b/n)
- Il ragazzo-motore di Paola Faloja, Italia 1967, documentario (16mm, b/n)
- Bis di Paolo Brunatto, Italia 1966, documentario (16mm, b/n)
- Un'ora prima di Amleto + Pinocchio di Paolo Brunatto, Italia 1965, documentario (35mm, b/n)
- Bolle di Silvano Agosti, Italia 1963, documentario (16mm, b/n)
- De Sancta Quiete di Nicola Vicidomini, Italia 2011
- Dio c'é perché non esiste di Nicola Vicidomini, Italia 2015

### Operatore di macchina seconda unità
- Le chiavi di casa di Gianni Amelio, Italia / Francia / Germania 2003 (super 16mm, colour; enlarge in 35 mm)